# Chiaki J. Konaka
Chiaki J. Konaka (小中千昭, Konaka Chiaki), né le 4 avril 1961, est un auteur et scénariste japonais notamment connu pour avoir écrit le scénario de l'anime Serial experiments Lain et plus tard de Digimon Tamers.

## Biographie
Né à Tokyo en 1961, Konaka se découvre un intérêt pour la réalisation à l'âge de 10 ans sous l'influence de ses parents cinéphiles et de la diversité des œuvres audiovisuelles auxquelles il a déjà accès.
Il décide lui-même de s'ajouter l'initiale "J." comme nom intermédiaire en référence au nom chrétien John (Jean en français) car ses parents étaient membres de l'église anglicane (même si lui-même ne se considère pas chrétien), ainsi que pour imiter des noms de créateurs occidentaux comme Charles M. Schulz. Il commence à utiliser ce nom pour ses créations à l'âge de 12 ans.
Il rencontre Makoto Tezuka au club de cinéma de son lycée, époque où il crée des œuvres de science-fiction puis d'horreur en découvrant des films comme L'Exorciste ou La Maison des damnés.
Après un début de carrière dans le monde des effets visuels une fois sorti de l'université, il lance se lance professionnellement dans l'écriture en devenant scénariste sur le film d'horreur Jaganrei de Teruyoshi Ishii (en) en 1988.
Diplômé de l'université de Seijo, il a également enseigné par le passé des cours d'écriture de scénario à la Film School of Tokyo (ja).
Quasi-exclusivement actif dans les années 1990 et 2000, pour l'animation et le cinéma, il travaille en 2023 sur plusieurs épisodes de la série animée Undead Murder Farce, après 15 ans sans travailler sur un anime.

## Controverses
A l'occasion du vingtième anniversaire de la série Digimon Tamers (qu'il a scénarisée), Konaka écrit une pièce jouée sur scène au DigiFes 2021, un événement annuel dédié à la franchise Digimon. Cette pièce voit le casting de la série affronter une personnification du concept de "politiquement correct", qui utilisa une attaque nommée "cancel culture" et remplace "les vraies informations par des fausses". Cette fiction a suscité la polémique, et a fait émerger d'anciennes publications du blog personnel de Konaka dédié à Digimon Tamers contenant des propos soutenant diverses théories complotistes (liées notamment au Covid-19, à l'alunissage américain de 1969, ou la mort d'Oussama Ben Laden), causant une controverse internationale parmi les fans de la franchise et au-delà,.
En réponse aux diverses polémiques, Konaka publiera un message d'explications et d'excuses à destination des fans étrangers, s'excusant d'avoir écrit un texte clivant et assurant qu'il ne visait aucune personne ou communauté en particulier, mais avouant que l'attitude de certains personnages reflétait son opinion quant à l'exclusion de "journalistes alternatifs" pendant la pandémie de Covid-19 et sa perte de confiance envers les médias, les scientifiques et les universitaires,.

## Filmographie

### Animes
- Armitage III
- Astro Boy (2003)
- The Big O
- Birdy the Mighty
- Bubblegum Crisis: Tokyo 2040
- Catnapped!
- Despera
- Devil Lady
- Digimon Tamers
- Ghost Hound
- GR: Giant Robo
- Hellsing
- Magic User's Club
- Malice@Doll
- Parasite Dolls
- Princesse Tutu
- RahXephon
- Serial experiments Lain
- Step up, Love Story (Futari Ecchi)
- Narutaru
- Texhnolyze
- Vampire princess Miyu

### Films
- Jaganrei (Teruyoshi Ishii, 1988) : scénariste
- Marebito (Takashi Shimizu, 2004) : scénariste